# Pasovna matrika
Pasovna matrika je matrika, ki ima neničelne elemente v pasu okrog glavne diagonale. Spada med redke matrike.

## Zgled
{\displaystyle \left({\begin{matrix}a_{11}&\ldots &a_{1(q+1)}&0&\ldots &\ldots &\ldots &0\\\vdots &\ddots &&\ddots &\ddots &&&\vdots \\a_{(p+1)1}&&\ddots &&\ddots &\ddots &&\vdots \\0&\ddots &&\ddots &&\ddots &\ddots &\vdots \\\vdots &\ddots &\ddots &&\ddots &&\ddots &0\\\vdots &&\ddots &\ddots &&\ddots &&a_{(n-q)n}\\\vdots &&&\ddots &\ddots &&\ddots &\vdots \\0&\ldots &\ldots &\ldots &0&a_{n(n-p)}&\ldots &a_{nn}\end{matrix}}\right)}

## Širina pasu
Širina pasu pove najmanjše število pasov, v katerem so stisnjeni neničelni elementi.
Če je matrika {\displaystyle A\!\,} z razsežnostjo {\displaystyle n\times n\!\,}, ki ima elemente {\displaystyle a_{ij}\!\,}, in so vsi neničelni elementi v pasu okrog glavne diagonale, ki ga določata konstanti {\displaystyle k_{1}\!\,} in {\displaystyle k_{2}\!\,} tako, da velja:
{\displaystyle a_{i,j}=0\quad {\mbox{ kadar je }}\quad j<i-k_{1}\quad {\mbox{ ali}}\quad j>i+k_{2};\quad k_{1},k_{2}\geq 0\!\,,}
potem se števili {\displaystyle k_{1}\!\,} in {\displaystyle k_{2}\!\,} imenujeta leva in desna polovica pasovne širine. 
Pasovna širina (celotna pasovna širina) pa je enaka {\displaystyle k_{1}+k_{2}+1\!\,}. Pasovna širina pomeni pas najmanjšega števila sosednjih diagonal v katerem so vsi neničelni elementi matrike.
Kadar je {\displaystyle k_{1}=k_{2}=0\!\,} je matrika diagonalna. Matrika s {\displaystyle k_{1}=k_{2}=1\!\,} se imenuje tridiagonalna, kadar pa je {\displaystyle k_{1}=k_{2}=2\!\,} nastane pentadiagonalna matrika. Če je {\displaystyle k_{1}=0\!\,} in {\displaystyle k_{2}=n-1\!\,}, nastane trikotna matrika, za {\displaystyle k_{1}=n-1\!\,} in {\displaystyle k_{2}=0\!\,} pa nastane spodnja trikotna matrika.